# 米沢村 (長野県)

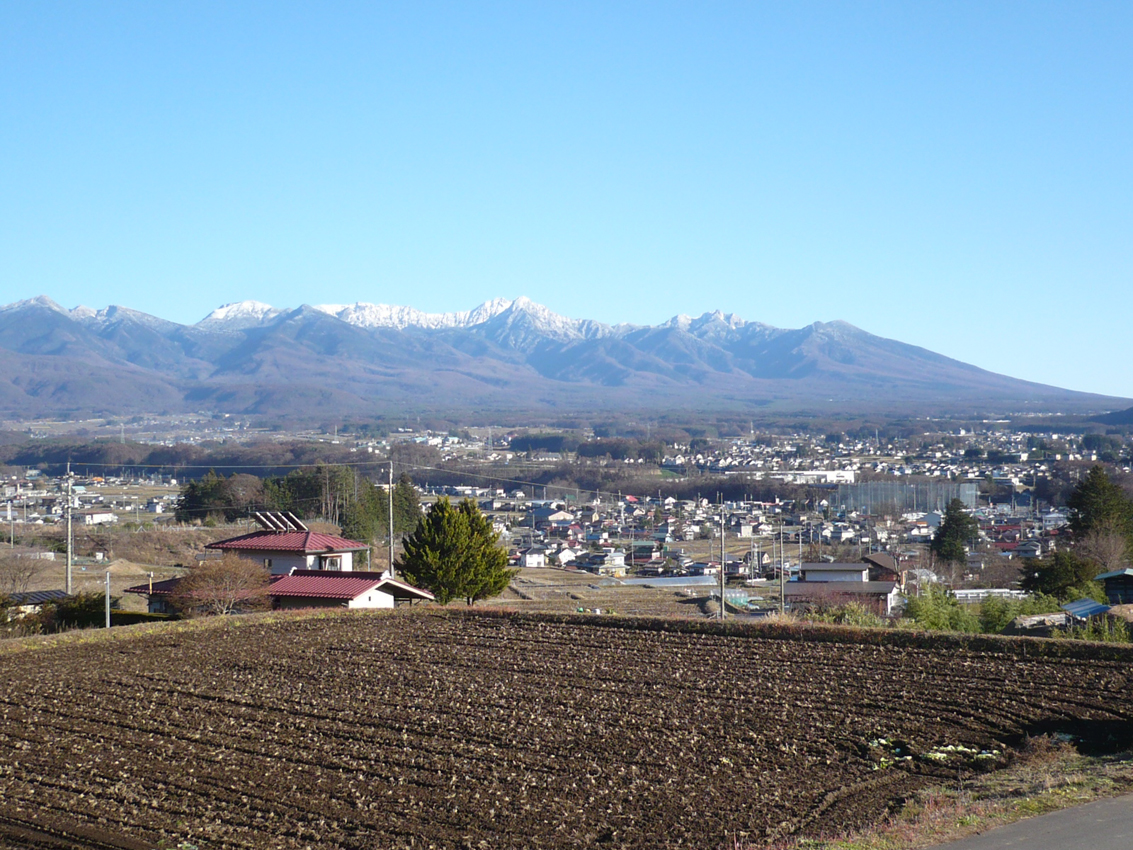
長野県道424号諏訪茅野線

米沢村（よねざわむら）は長野県諏訪郡にあった村。
概ね現在の茅野市大字米沢にあたる。

## 地理
- 山：朝倉山、カシガリ山、ガボッチョ、永明寺山
- 河川：上川[2]

## 歴史
- 1875年（明治8年）3月7日 - 筑摩県第十四大区第一小区に属する埴原田村・鋳物師屋新田村・北大塩村・一本木新田村・塩沢村が合併して米沢村となる。
- 1876年（明治9年）8月21日 - 筑摩県廃止にともない、長野県南第十四大区第一小区となる。
- 1879年（明治11年）1月4日 - 郡区町村編制法の施行により長野県諏訪郡となる。
- 1879年（明治11年）6月30日 - 大小区廃止にともない、北山村との連合戸長役場（米沢村北山村戸長役場）を清水院跡（米沢村塩沢）に置く。
- 1889年（明治22年）4月1日 - 町村制施行に基づき、米沢村役場が発足。
- 1955年（昭和30年）2月1日 - ちの町・宮川村・金沢村・玉川村・豊平村・泉野村・北山村・湖東村と合併して茅野町が発足。同日米沢村廃止。

## 有名な出身者
- 小平権一
- 小松武平